# Micranthemum trisetosum
Micranthemum trisetosum är en tvåhjärtbladig växtart som beskrevs av John Wright. Micranthemum trisetosum ingår i släktet Micranthemum och familjen Linderniaceae. Inga underarter finns listade i Catalogue of Life.